# خطابات إلى الأب يآكوب
خطابات إلى الأب ياكوب (بالفنلندية Postia pappi Jaakobille) فيلم فنلندي من إنتاج 2009 . من بطولة كارينا هازرد وهيكي نوسياينن.
نال الفيلم جائزة الهرم الذهبي كبرى جوائز مهرجان القاهرة السينمائي الدولي لعام 2009 ، كما نال جائزة أفضل سيناريو لمؤلفه و مخرجه كلاوس هارو.

## روابط خارجية
- خطابات إلى الأب يآكوب على موقع IMDb (الإنجليزية)
- خطابات إلى الأب يآكوب على موقع ميتاكريتيك (الإنجليزية)
- خطابات إلى الأب يآكوب على موقع نتفليكس (الإنجليزية)
- خطابات إلى الأب يآكوب على موقع ألو سيني (الفرنسية)
- خطابات إلى الأب يآكوب على موقع Turner Classic Movies (الإنجليزية)
- خطابات إلى الأب يآكوب على موقع أول موفي (الإنجليزية)
- خطابات إلى الأب يآكوب على موقع فيلمافينيتي (الإسبانية)
- خطابات إلى الأب يآكوب على موقع قاعدة بيانات الأفلام السويدية (السويدية)
- خطابات إلى الأب يآكوب على موقع قاعدة بيانات الفيلم (الإنجليزية)
- خطابات إلى الأب يآكوب على موقع ليتربوكسد (الإنجليزية)